# San Fernando (municipalité)
Pour les articles homonymes, voir San Fernando.
San Fernando est l'une des sept municipalités de l'État d'Apure au Venezuela. Son chef-lieu est San Fernando de Apure, également capitale de l'État. En 2011, la population s'élève à 165 135 habitants.

## Géographie

### Subdivisions
La municipalité est divisée en quatre paroisses civiles avec, chacune à sa tête, une capitale (entre parenthèses) :
- El Recreo (El Recreo) ;
- Peñalver (Arichuna) ;
- San Rafael de Atamaica (San Rafael de Atamaica) ;
- Urbana San Fernando (San Fernando de Apure).